# Камышик, Дмитрий Юрьевич
Дмитрий Юрьевич Камышик (бел. Дзмітрый Юр'евіч Камышык; род. 1 мая 1990, Минск) — белорусский гандболист, левый полусредний клуба СКА и сборной Белоруссии. Мастер спорта Республики Беларусь международного класса.

## Карьера

### Клубная
Воспитанник минской гандбольной школы. Первый тренер — В. Г. Азов. В 2007 году начал выступать в клубе «Аркатрон». В 2010 году стал игроком минского «Динамо», где провёл один сезон. В 2011 году перешёл в СКА. С июня 2013 года — игрок БГК имени Мешкова, в составе которого трижды становился чемпионом Белоруссии. Летом 2016 года во время отдыха в Таиланде попал в автомобильную аварию и получил тяжёлые травмы обеих ног. В мае 2017 года, так полностью и не оправившись от полученных повреждений, объявил о завершении профессиональной спортивной карьеры.
В составе минского СКА 29 мая 2022 года стал обладателем кубка Республики Беларусь.

### В сборной
В сборной Белоруссии дебютировал 1 декабря 2009 года в товарищеском матче против Германии в Мюнстере. Выступал в финальных раундах чемпионата Европы-2014 и чемпионатов мира 2013 и 2015 годов. После мирового первенства в Катаре перестал приглашаться в сборную. Всего за национальную команду Дмитрий Камышик провёл 71 матч и забил 157 голов.

## Достижения
БГК имени Мешкова
- Чемпион Белоруссии: 2014, 2015, 2016
- Обладатель Кубка Белоруссии: 2014, 2015, 2016
- Серебряный призёр SEHA League: 2014, 2015

 СКА-Минск
- Серебряный призёр чемпионата Белоруссии: 2017, 2018, 2019, 2020, 2021, 2022, 2023.
- Обладатель Кубка Белоруссии: 2019, 2022, 2023
- Серебряный призёр SEHA League: 2023